# Stylops sparsipilosae
Stylops sparsipilosae  (лат.) — вид веерокрылых насекомых рода Stylops из семейства Stylopidae. Северная Америка: США (штат Мэн).
Паразиты пчёл вида Andrena sparsipilosa Viereck (Andrena, Andrenidae).
Вид был впервые описан в 1909 году американским энтомологом Уильямом Дуайтом Пирсом (William Dwight Pierce) и именован по видовому названию пчелы-хозяина.